# Onciale 0236
- Papyrus
- Onciale
- Minuscules
- Lectionnaire

Le Codex 0236 (dans la numérotation Gregory-Aland), est un manuscrit du Nouveau Testament sur parchemin écrit en écriture grecque et copte onciale.

## Description
Le codex se compose d'un folio. Il est écrit en deux colonnes par page, de 26 lignes par colonne. Les dimensions du manuscrit sont 22 x 18 cm,. Les paléographes datent ce manuscrit du Ve siècle.
C'est un manuscrit contenant le texte des Actes des Apôtres (3,12-13.15-16).
Le texte du codex représenté est de type mixte. Kurt Aland le classe en Catégorie III.
Le manuscrit a été examiné par Pasquale Orsini.
Lieu de conservation
Il est conservé au Musée des beaux-arts Pouchkine (Golenishev Copt. 55) à Moscou,.